# Alvaiázere (gemeente)
Alvaiázere is een gemeente in het Portugese district Leiria.
De gemeente heeft een totale oppervlakte van 160 km² en telde 8438 inwoners in 2001.

## Plaatsen in de gemeente
- Almoster
- Alvaiázere
- Maçãs de Caminho
- Maçãs de Dona Maria
- Pelmá
- Pussos
- Rego da Murta